# Albert Sainte-Aube
Albert Sainte-Aube (nom de plume d'Albert Simon Semtob, né le 2 septembre 1925 à Bordeaux et mort le 2 mai 1979 dans la même ville) est un écrivain français, auteur de roman policier.

## Biographie
Dans sa jeunesse, il a bien connu le quartier pauvre de Mériadeck à Bordeaux, sorte de marché aux puces qui abritait de nombreuses familles d'otigine juive dont certaines ont été déportées pendant la deuxième guerre mondiale (on trouve trace d'une Semtob déportée sur les listes). On retrouve de nombreux souvenirs relatifs à Mériadeck dans le livre écrit en 1974 sous son véritable nom, Albert Semtob. Journaliste, il voyage dans de nombreux pays ramenant de nombreux détails utilisés dans ses romans d'espionnage. Il anime une radio en Afrique.
En 1967, dans son premier roman, La Louve solitaire, il crée le personnage de Françoise Dilmont, ancienne trapéziste, surnommée La Louve solitaire, nom de code LS1 un des 23 agents du service très secret français SMU (Service des Missions Urgentes). La Louve Solitaire est, selon le Dictionnaire des littératures policières, une « sorte d'Arsène Lupin au féminin ». On retrouve ce personnage dans douze romans. Les trois premiers romans ont été réédités avec de nouvelles couvertures tirées du film de 1968.

## Œuvre

### Romans

#### Romans signés Albert Sainte-Aube

##### SérieLa Louve solitaire
- La Louve solitaire, Plon, coll. « Espionnage » (1967)
- Deux samouraïs pour une louve, Plon, coll. « Espionnage » no 21 (1967)
- La Louve et le Petit Chien, Plon, coll. « Espionnage » (1967)
- La Louve de plus en plus seule, Plon, coll. « Série policière » (1969)
- Week-end à Pékin, Plon, coll. « Série policière » (1969)
- Bienvenue à la Martinique, Plon, coll. « Série policière » (1970)
- Opération Soleil, Plon, coll. « Série policière » (1971)
- Je vole... pour vous, Plon, coll. « Série policière » (1971)
- Week-end à Paris, Plon, coll. « Série policière » (1971)
- Bienvenue en enfer, Plon, coll. « Série policière » (1971)
- Week-end à Rome, Plon, coll. « Série policière » (1972)
- Bienvenue à New York, Plon, coll. « Série policière » (1973)

#### Roman signé Albert Semtob
- Un village nommé David, Éditions Balland (1974)  (ISBN 2-7158-0004-5)

## Bandes Dessinées

### Adaptation
L'ensemble des titres édités chez PLON a été adapté en bandes dessinées en petit format aux éditions AREDIT par le dessinateur Renaud Denauw dit Renaud, dessinateur de la série Jessica Blandy. Renaud travaillait comme dessinateur et retoucheur dans les ateliers d'AREDIT.

## Filmographie

### Adaptation
- 1968 : La Louve solitaire, film franco-italien réalisé par Édouard Logereau, adaptation du roman éponyme. L'actrice Danièle Gaubert joue le rôle de la Louve Solitaire. Michel Duchaussoy joue le rôle de Bruno, son partenaire de cambriolage et amant. La musique du film est de Francis Lai. Le film a été diffusé dans de nombreux pays (Yougoslavie, Pologne, Italie, ...)

## Sources
: document utilisé comme source pour la rédaction de cet article.
- Claude Mesplède (dir.), Dictionnaire des littératures policières, vol. 2 : J - Z, Nantes, Joseph K, coll. « Temps noir », 2007, 1086 p. (ISBN 978-2-910-68645-1, OCLC 315873361), p. 704.